# عمليات إدارة البيانات (CRUD)
مصطلح يستخدم في التعبير عن العمليات الأساسية لإدارة البيانات وهي:
- الإضافة (Create)
- العرض/القراءة (Read)
- التعديل (Update)
- الحذف (Delete)

## المفاهيم
يمكن وضع البيانات في موقع/منطقة في آلية تخزين.
- السمة الأساسية لموقع التخزين هي أن يكون محتواه قابلاً للقراءة والتحديث.
- قبل أن يمكن قراءة موقع التخزين أو تحديثه يجب إنشاؤه؛ أي تخصيصه وتهيئته بالمحتوى.
- في مرحلة لاحقة، قد يحتاج موقع التخزين إلى التدمير؛ أي أن يتم الانتهاء منه وإلغاء تخصيصه.

تشكل هذه العمليات الأربع معًا العمليات الأساسية لإدارة التخزين المعروفة باسم CRUD: الإضافة والعرض/القراءة و التعديل والحذف.

## التطبيق في قواعد البيانات
يشير الاختصار CRUD إلى العمليات الرئيسية التي تنفذها قواعد البيانات. ويمكن ربط كل حرف في هذا المختصر ببيان قياسي بلغة الاستعلام المهيكلة (SQL).
| الأمر            | المقابل في لغة برمجة (SQL) |
| ---------------- | -------------------------- |
| Create           | INSERT                     |
| Read (Retrieve)  | SELECT                     |
| Update           | UPDATE                     |
| Delete (Destroy) | DELETE                     |

على الرغم من أن قواعد البيانات العلائقية هي طبقة ثبات شائعة في تطبيقات البرمجيات، إلا أن هناك العديد من طبقات الثبات الأخرى. يمكن على سبيل المثال تنفيذ وظيفة CRUD باستخدام قواعد بيانات المستندات أو قواعد بيانات الكائنات أو قواعد بيانات XML أو الملفات النصية أو الملفات الثنائية.

لا تقوم بعض أنظمة البيانات الضخمة بتنفيذ UPDATE، ولكن لديها فقط INSERT ذات الطابع الزمني، وتخزين نسخة جديدة تمامًا من الكائن في كل مرة. 